# Gagrella kanaria
Gagrella kanaria is een hooiwagen uit de familie Sclerosomatidae.